# Trần Lan
Trần Lan (chữ Hán: 陳蘭; bính âm: Chen Lan; ?-209) là một viên chỉ huy quân sự phục vụ dưới trướng của lãnh chúa Viên Thuật trong thời kỳ Tam Quốc của lịch sử Trung Quốc.

## Tiểu sử
Khi Viên Thuật đã có ngọc tỷ truyền quốc và binh đông lương nhiều liên xưng đế bất chấp sự can ngăn của Diêm Tượng, Viên Thuật muốn kết minh với Lã Bố nhưng đã bị mất mặt vì ông này liền sai Trương Huân thống lãnh bảy đạo quân đánh Lã Bố. Trần Lan là phó tướng theo đạo quân thứ năm cánh phải trực chỉ về lấy Kệ Thạch. Lã Bố sai Ngụy Tục dẫn một đạo đến Kế Thạch để địch với Trần Lan. Sau đó Lã Bố chiêu hàng Dương Phụng và Hàn Tiêm khiến quân Viên Thuật rối loạn, Trương Huân đại bại.
Sau nhiều lần thất bại Viên Thuật đâm ra buồn chán, ăn chơi vô độ, chỉ thích hưởng lạc vàng bạc châu báu xa xỉ quá độ cho nên Trần Lan cùng với Lôi Bạc rời bỏ Viên Thuật về núi Tung Sơn làm thảo khấu. Khi quân Tào xuất binh đánh Viên Thuật, Viên Thuật thất thế bị đánh bại Lôi Bạc, Trần Lan ở Tung Sơn nhân cơ hội này ra cướp mất tiền nong lương thảo. Viên Thuật muốn dẫn quân về Thọ Xuân, lại bị quân trộm cướp của Trần Lan, Lôi Bạc đến đánh tập hậu, phải đóng lại ở Giang Đình và chết ở đó.